# Wolfram(VI)-chlorid
Wolfram(VI)-chlorid ist eine chemische Verbindung aus der Gruppe der Chloride und Wolframverbindungen. Es ist eine wichtige Verbindung bei der Herstellung von anderen Wolframverbindungen.

## Gewinnung und Darstellung
Wolfram(VI)-chlorid kann durch Chlorierung von Wolfram gewonnen werden.
{\displaystyle \mathrm {W+3\ Cl_{2}\longrightarrow WCl_{6}} }
Es kann auch durch Reaktion von Wolfram(VI)-oxid mit Tetrachlorkohlenstoff unter Ausschluss von Wasser (sonst bildet sich rotes Wolframoxidtetrachlorid WOCl4) gewonnen werden.
{\displaystyle \mathrm {WO_{3}+3\ CCl_{4}\longrightarrow WCl_{6}+3\ COCl_{2}} }
Ebenfalls ist die wasserfreie Verbindung zugänglich über die Umsetzung von Wolfram(VI)-oxid mit Hexachlorpropen:
{\displaystyle {\ce {WO3 + 3 CCl2=CClCCl3 -> WCl6 + 3 CCl2=CClCOCl}}}

## Eigenschaften
Wolfram(VI)-chlorid ist ein blauschwarzer, feuchtigkeitsempfindlicher Feststoff. Im Exsikkator über Schwefelsäure, vor Licht geschützt, ist es unbegrenzt lange haltbar. Es ist sehr leicht löslich in Alkohol (mit gelber Farbe), Tetrachlorkohlenstoff (mit roter bzw. dunkelbrauner Farbe), Kohlenstoffdisulfid, Ether, Benzol, Ligroin und Aceton. Diese Lösungen zersetzen sich bei längerem Stehen an der Luft und sehr schnell beim Erwärmen oder bei Zusatz von Wasser.
Wolfram(VI)-chlorid wirkt ätzend und korrosiv. In Wasser ist es wenig löslich, jedoch tritt Hydrolyse unter Freisetzung von Chlorwasserstoff ein. Diese verläuft umso langsamer, je reiner es ist. Die Verbindung kommt in zwei Kristallstrukturen vor, wobei α-Wolfram(VI)-chlorid unter 226 °C stabil ist und eine rhomboedrische Struktur besitzt.
Bei tiefen Temperaturen, beispielsweise in einer Aceton-Trockeneis-Mischung (−78 °C), ändert sich seine Farbe reversibel zu weinrot.

## Verwendung
Durch Reaktion mit Arsen oder Arsenwasserstoff kann Wolframarsenid gewonnen werden.